# Університет Тренто
Університет Тренто (італ. Università degli Studi di Trento) — італійський університет, розташований у Тренто та поблизу Роверето. За даними CENSIS (Centro Studi Investimenti Sociali) та Міністерства освіти Італії, йому вдалося досягти значних результатів у дидактиці, дослідженнях та міжнародних відносинах.

## Історія
Університет Тренто був заснований у 1962 році як Вищий університетський інститут соціальних наук. Тоді він став першим факультетом соціології в Італії. Вплив на місто був досить суперечливим: університет розглядався як мотивуюча сила для культурної відкритості та створення нового провідного класу, а також як руйнівний елемент протесту.

## Відділи та центри

### Кафедри
- Клітинна, обчислювальна та інтегративна біологія - CIBIO
- Цивільне, екологічне та машинобудування
- Економіка та менеджмент
- Юридичний факультет
- Гуманітарні науки
- Промислове будівництво
- Інформаційна інженерія та інформатика
- Математика
- Фізика
- Психологія та когнітивна наука
- Соціологія та соціальні дослідження

### Центри

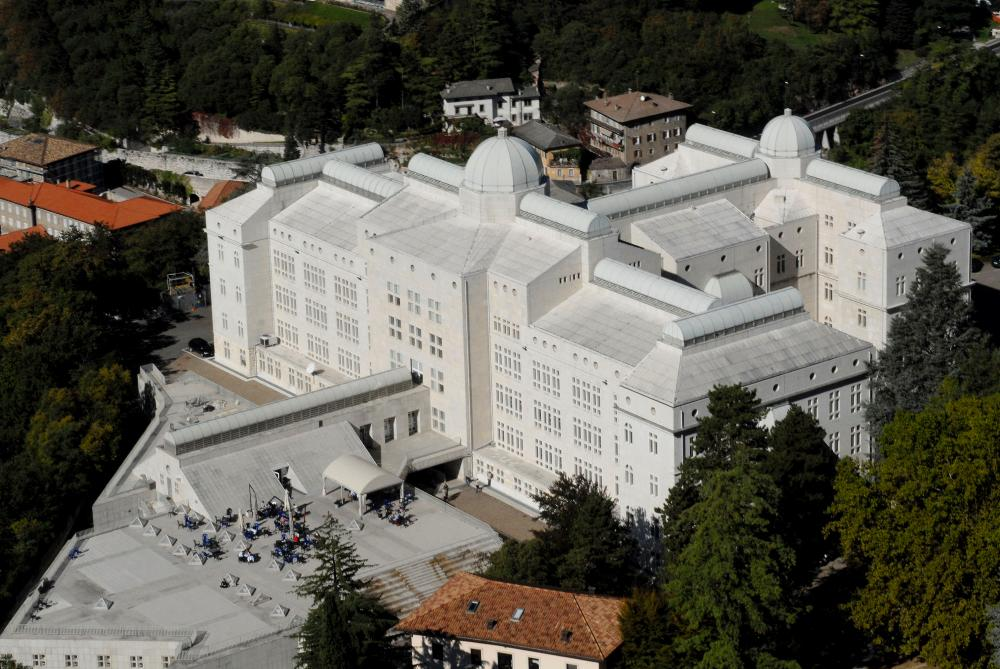
Відділ інженерії

- C3A - Центр сільського господарства, продовольства та навколишнього середовища[14]
- CIMEC – Центр наук про розум і мозок
- CIRM – Міжнародний центр математичних досліджень
- SSI – школа міжнародних досліджень

## Докторські школи
- Біомолекулярні науки
- Когнітивні науки та науки про мозок
- Порівняльно-європейське правознавство
- Економіка та управління (у рамках Школи соціальних наук)
- Інженерія цивільних і механічних структурних систем
- Екологічна інженерія
- Гуманітарні науки
- Інформаційно-комунікаційні технології
- Міжнародні дослідження
- Місцевий розвиток і глобальна динаміка (в рамках Школи соціальних наук)
- Матеріали, мехатроніка та системна інженерія
- Математика
- Фізика
- Психологічні науки та освіта
- Соціологія та соціальні дослідження (в рамках школи соціальних наук)
- Космічна наука та технології (національна докторська програма)

## Інтернаціоналізація
Особливе значення надається міжнародному виміру університету з перших років його існування. Університет зосередився на розвитку стратегічних міжнародних альянсів з точки зору взаємодоповнюваності.
Університет має партнерські відносини з престижними університетами та дослідницькими центрами по всьому світу та є частиною важливих мереж співпраці (наприклад, Consorzio Time, Asea-Uninet GE4).

## Репутація та рейтинги

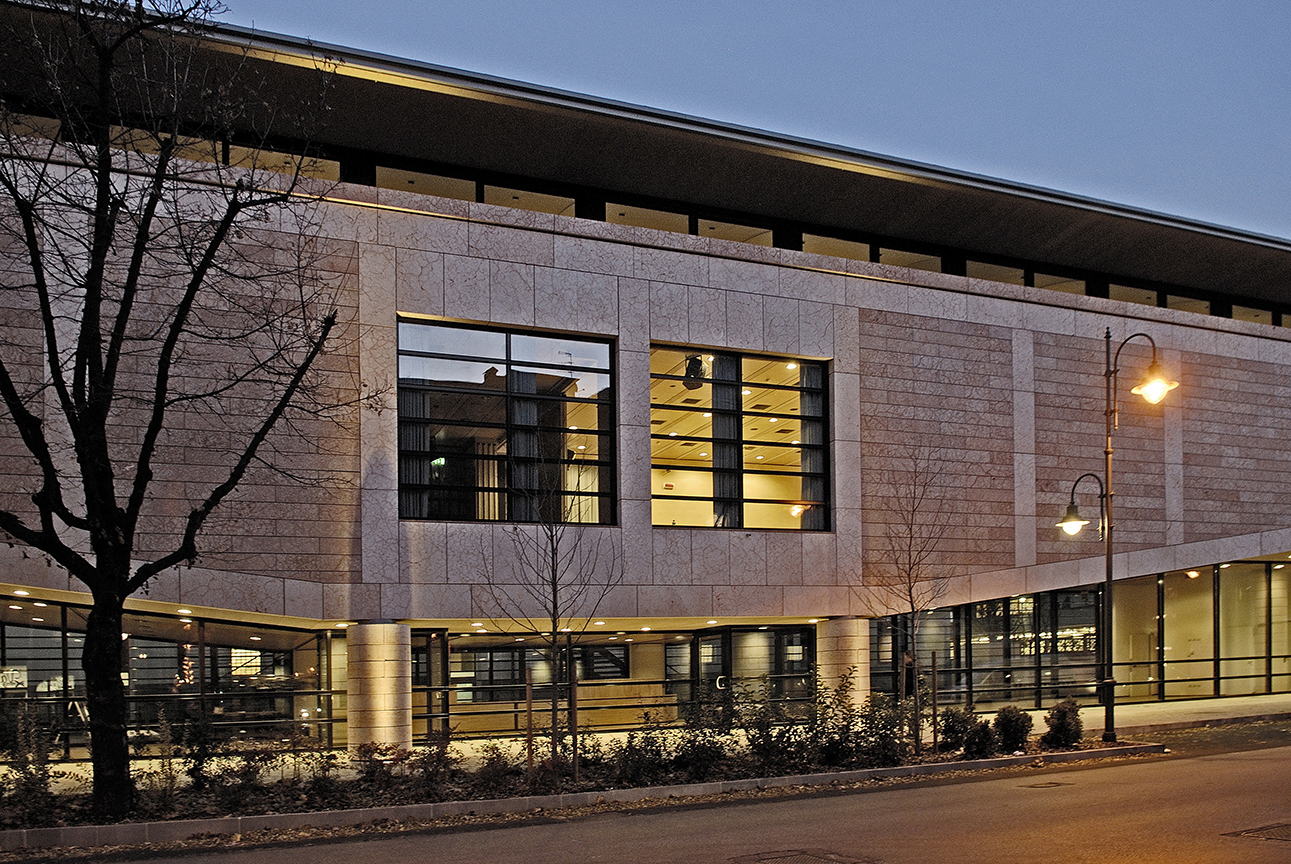
Факультет права, спроектований швейцарським архітектором Маріо Ботта

У 2012 році Університет Тренто відсвяткував своє перше 50-річчя: традиція, завдяки якій його визнають одним із провідних університетів Італії, про що свідчить кілька національних рейтингів: якість Університету Тренто підтверджено першою національною оцінкою, проведеною MIUR (Міністерство освіти, університетів і досліджень) і опублікована влітку 2009 року. Університет Тренто, відповідно до міністерських критеріїв, довів, що досяг кращих національних стандартів якості своїх досліджень і навчання. Завдяки цьому університет отримав звання «найдоброчеснішого університету в Італії».
У звіті 2013 року ANVUR (Італійське національне агентство з оцінки університетської системи) UniTrento займає перше місце в категорії наукової продукції університетів середнього розміру.
У 2015-2016 Times Higher Education World University Rankings Університет Тренто посів №198 у світі.
У рейтингу найкращих університетів віком до 50 років за версією Times Higher Education World University Ranking університет Тренто посів 37 місце у світі.
Департамент комп’ютерних наук університету Тренто увійшов до 50 найкращих у Європі за версією Microsoft Academic Ranking і посів №92 у світі за версією Times Higher Education World University Ranking 2020.

## Послуги
У співпраці з Opera Universitaria Університет Тренто пропонує 1500 місць для розміщення в кампусі Сан-Бартоламео, у студентських гуртожитках або квартирах, які мають спеціальні угоди з університетом. Університет має центральну бібліотеку, що складається з різних будівель (на кожному факультеті), де студенти можуть ознайомитися з книгами або взяти їх, навчатися або скористатися Інтернетом, з довгими годинами роботи (навіть до опівночі), відкритими в суботу та неділю. За допомогою Welcome Office університет підтримує іноземних студентів і дослідників в адміністративних процедурах, пов’язаних з їхнім прибуттям і перебуванням у Тренто (в’їзна віза, дозвіл на проживання, медичне страхування, проживання, номер національного страхування тощо), а також надає інформацію щодо умов. та документи, необхідні для реєстрації. Завдяки Opera Universitaria університет може пропонувати студентам гранти. Починаючи з 2008/2009 навчального року, університет радикально змінив систему оплати за навчання, роблячи акцент на заслугах і стараннях студентів. Ті, хто зареєструвався, мають шанс подати заявку на гранти до 4000 євро. Останній проект, народжений в Університеті Тренто – UNI.sport,

## Почесні професори
- Імріх Хламтак
- Жан-Поль Фітуссі
- Михайло Горбачов, екс-президент Радянського Союзу
- Тензін Г'ятсо, народжений Лхамо Дондруб, XIV Далай-лама
- Вацлав Клаус, президент Чехії
- Джорджіо Наполітано, Президент Італійської Республіки, нагороджений 11 лютого 2008 року

## Почесні дипломи
| Нагороджено                | Ступінь                                             | Нагороджений на |
| -------------------------- | --------------------------------------------------- | --------------- |
| Джон Коул                  | Антропологія                                        | 14.10.2002      |
| Рейнхард Ельзе             | Закон                                               | 08.03.1995      |
| Рудольф Б. Шлезінгер       | Закон                                               | 08.03.1995      |
| Монсеньйор Ігініо Роггер   | Закон                                               | 12.04.2006      |
| Рорі Бірн                  | Інженерія матеріалів                                | 05.05.2005      |
| Андреа Занцотто            | Мистецтво та гуманітарні науки                      | 21.11.1995      |
| Поль Шарль Крістоф Клаваль | Мистецтво та гуманітарні науки                      | 08.03.1995      |
| Джуліо Ейнауді             | Мистецтво та гуманітарні науки                      | 11.12.1997      |
| Жан Руссе                  | Іноземні мови та література                         | 21.11.1995      |
| Карло Альберто Мастреллі   | Іноземні мови та література                         | 11.12.1997      |
| Ізабель Альєнде            | Сучасні європейсько-американські мови та література | 15.05.2007      |
| Даніель Канеман            | Психологія і математика                             | 14.10.2002      |
| Ерманно Горрієрі           | Соціологія                                          | 08.03.1999      |
| Тіна Ансельмі              | Соціологія                                          | 30.03.2004      |
| Мауріціо Каттелан          | Соціологія                                          | 30.03.2004      |
| Серджо Маркіонне           | Інженерія мехатроніки                               | 02.10.2017      |